# Novo Brunswick (Nova Jérsia)
Novo Brunswick é uma cidade localizada no estado americano de Nova Jérsia, no Condado de Middlesex. A cidade foi fundada em 1641, e incorporada em 1784. É a sede de condado de Middlesex.

## Demografia
Segundo o Censo dos Estados Unidos de 2020 a sua população era de 55 266 habitantes.

## Geografia
De acordo com o United States Census Bureau tem uma área de
14,8 km², dos quais 13,5 km² cobertos por terra e 1,3 km² cobertos por água. Novo Brunswick localiza-se a aproximadamente 33 m acima do nível do mar.

## Localidades na vizinhança
O diagrama seguinte representa as localidades num raio de 8 km ao redor de Novo Brunswick.